# Góra Fiodorowa Janowska
Góra Fiodorowa Janowska (664 m n.p.m.) lub Fiodorowa Janowska – szczyt w Paśmie Baraniej Góry i Skrzycznego w Beskidzie Śląskim. Znajduje się we wsi Kamesznica w województwie śląskim, w powiecie żywieckim, w gminie Milówka. Jest to szczyt na długim i wąskim grzbiecie z wszystkich stron opływanym przez potok Gańczorki i jego dopływ.
Góra Fiodorowa Janowska jest obecnie w większości porośnięta lasem, ale dawniej była w dużym stopniu bezleśna, na jej grzbiecie i na stokach były pastwiska, które po zaprzestaniu wypasu stopniowo zarastają lasem.